# Microcerella antonioi
Microcerella antonioi är en tvåvingeart som beskrevs av Mariluis 2002. Microcerella antonioi ingår i släktet Microcerella och familjen köttflugor. Inga underarter finns listade i Catalogue of Life.